# 馬休
馬休(—212年)，三國時西北方將軍馬騰之子，馬超之兄弟。
曹操被封為丞相時，想將馬超召喚進京城當部屬，但馬超並沒有接受。曹操以衛尉名義徵召馬騰，進京當官，馬超也被封為偏將軍以及都亭侯，馬休也隨家族搬到曹魏都城鄴。但後來在211年，馬超起兵叛曹，曹操將馬超的父親馬騰及家人兄弟誅殺，馬休也卒於此時。